# 江苏音乐广播
江苏音乐广播，别称魅力897，是江苏省广播电视总台的一个音乐频率，覆盖南京、镇江、扬州、马鞍山、芜湖及周边区域。该频率以播放当代成人音乐为主，全天播音24小时。原名江苏人民广播电台音乐频率，2001年6月江苏省广播电视总台成立后，更名为现名。

## 节目
- 897音乐治愈系
- 897星光E小调
- 897音乐新空气
- 早安897
- 897音乐最拉风
- 897魅力流行榜
- 897淘音乐
- 音乐爱美丽
- 897城市乐游
- 897娱乐报
- 红牛能量音乐
- 897音乐笔记本
- 897音乐享自由
- 897音乐不周末
- 897爱车爱音乐
- 897快乐星期六
- 897周末新经典
- 897魅力流行榜
- 897大来宾
- 897音乐周末派
- 幸福在唱歌
- 897音乐俱乐部

## 主持人／DJ
- 梁晨
- 欣悦
- 陆莹
- 美美
- 尚华
- 唐炜
- 王辰
- 谢阳
- 张琳
- 阿哲
- 李遥